# Cesstos City
Cesstos City is de hoofdplaats van de Liberiaanse county River Cess.
Bij de volkstelling van 2008 telde Cesstos City 2908 inwoners.